# Planon
Planon ist der Markenname einer Lampe von Osram, die Licht mit einer dielektrisch behinderten Entladung in Xenon erzeugt. Das Funktionsprinzip erlaubt es, flache Lampen zu bauen, die Licht auf ihrer Fläche mit hoher Leuchtdichte und Gleichmäßigkeit abstrahlen.
Die Lampe wird mit hochfrequenter (rund 40 bis 100 kHz) Hochspannung betrieben und benötigt wie alle Gasentladungslampen für den Betrieb ein spezielles Vorschaltgerät. Da bei dieser Lampe hochfrequente Spannungspulse im Nanosekundenbereich verwendet werden, benötigt diese Lampe eine elektrische Abschirmung, um die Anforderungen der EMV-Richtlinien zu erfüllen. Da das Zuleitungskabel wie die Lampe selbst eine Kapazität bildet, ist die Länge der Leitung zur Lampe auf rund 20 cm beschränkt, um einen sicheren Betrieb der Lampe zu gewährleisten. Aufgrund der dielektrisch behinderten Entladung zündet sie mit jedem Puls neu und ist deshalb über ein PWM-Verfahren leicht dimmbar. Aus diesem Grund erreicht die Lampe mit dem Anschalten sofort ihre volle Helligkeit.
Als Leuchtgas wird in dieser Lampe Xenon verwendet, so dass in dieser Lampe kein Quecksilber verdampft werden muss. Da zum Stromtransport hauptsächlich Elektronen beitragen, wird sie weniger warm als Leuchtstofflampen und erreicht eine Lebensdauer von bis zu 100.000 Stunden, begrenzt durch die Lebensdauer des Leuchtstoffs. Trotzdem ist der Wirkungsgrad geringer als der von Leuchtstofflampen, da die Xe-Excimer-Entladung den Leuchtstoff mit kurzwelligerer VUV-Strahlung anregt, bei 172 nm statt mit 254 nm (wie bei Quecksilber), was die Umwandlungsverluste erhöht.
Die Lampen können in unterschiedlichen Abmessungen gebaut werden. Üblich sind rechteckige Strukturen von der Größe eines A4-Blattes oder mehr bei einer Dicke ab etwa einem Zentimeter.
Aufgrund der geringen Verbreitung und ihres recht komplizierten glastechnischen Aufbaus sind die Lampen recht teuer.
Heute werden die Planon-Leuchten ausschließlich mit LED-Techonologie hergestellt.